# 市川右團次 (2代目)
二代目 市川 右團次（にだいめ いちかわ うだんじ、1881年（明治14年）1月30日 - 1936年（昭和11年）10月16日）は、大阪出身の歌舞伎役者。本名は伊藤右之助。俳名は家升、屋号は高嶋屋。
大阪府南区に初代市川右團次の実子として生まれる。1884年（明治17年）角座で伊藤右之助の名で初舞台。のち初代市川右之助を襲名。父の後継者として人気を集め、大阪毎日新聞社の人気投票では初代中村鴈治郎を押え堂々の第一位になるほどであった。
1909年（明治42年）正月、中座で父が市川斎入を襲名したのを受けて、『傾城大江山』で傾城鶴太夫実は蜘蛛の精を勤め二代目市川右團次を襲名した。父の死後は家の芸のケレンや舞踊を演じ、『東海道四谷怪談』『児雷也』『鯉つかみ』などを当たり役とした。初代鴈治郎の継ぐ人材として期待されていたが大成を前に早逝した。
実子は二代目市川右之助（のち廃業）、孫が二代目市川齊入である。また弟子の市川右一は後に映画に転身し、戦前・戦後の映画界を通じ屈指のスターとして活躍した。これが市川右太衛門である。